# Хоба
Хоба (на английски: Hoba) е най-големият открит метеорит на Земята. Класифициран е като железен метеорит от структурен клас атаксит, химическа група IVB, и е съставен главно от минерала тенит. Теглото му е 60 тона, а обемът – 9 кубични метра. Намерен е близо до Грутфонтейн, Намибия през 1920 година. Метеоритът е паднал преди около 80 000 години. Oт 1987 г., след като правителството го е получило като дарение заедно с терена, находката е експонирана за посетители като природна забележителност.

## Откритие и именуване
Метеоритът е открит на територията на ферма, наречена „Hoba West Farm“ от собственика ѝ. Името си получава от това на фермата. Собственикът казва, че е попаднал на метеорита, докато е орал едно от полетата си.

## Характеристики
Метеоритът е паднал преди около 80 000 години. Открит е случайно, тъй като няма кратер или други следи от падането. Очевидно атмосферата е забавила падането и не е имало големи енергийни емисии. Метеоритът е интересен и с това, че има относително гладка и равна повърхност.
Хоба е плътно метално тяло с размери 2,7 × 2,7 × 0,9 метра. Съставен е от 84% желязо, 16% никел и малък примес на кобалт. Върхът на метеорита е покрит с железни хидроксиди.

## След откритието
През 1920 г. масата на метеорита е била 66 тона, но ерозията, научните изследвания и вандализмът оказват влияние и „отслабва“ до 60 тона. Затова през март 1955 г. е обявен за национален паметник с цел защита от вандализъм.
През 1985 г. компания отпуска средства на правителството на Югозападна Африка за засилване на мерките срещу вандали. През 1987 г. собственикът на фермата, където се намира метеорита дарява него и земята, върху която той се намира на държавата. След това правителството отваря туристически център на това място. Хиляди туристи идват да видят метеорита всяка година, а актовете на вандализъм престават.